# Faro di Bardsey
Il faro di Bardsey (Bardsey lighthouse, in inglese o Ynys Enlli, in gallese) si trova sul promontorio di Pen Diban, all'estremo sud dell'isola di Bardsey, al largo della penisola di Llŷn, nella contea gallese di Gwynedd.
La gestione del faro è affidata a Trinity House, l'autorità britannica per i fari, mentre il sito è gestito da Bardsey Island Trust, un'associazione non lucrativa che si occupa di valorizzare e conservare l'isola di Bardsey.

Si tratta di una torre in muratura a pianta quadrata alta 30 metri, dipinta a righe orizzontali bianche e rosse. La pianta quadrata è abbastanza inusuale per un faro, e quello di Bardsey è l'unico di questo tipo tra i fari di Trinity House. La struttura comprende tre case ad un piano per i guardiani ed altri fabbricati.
Il faro fu costruito da Trinity House nel 1821 e fu presidiato dal personale fino al 1987 anno in cui venne automatizzato, dal 1995 il faro è monitorato a distanza dalla stazione di controllo periferica di Trinity House a Holyhead, sull'isola di Anglesey. Attualmente la competenza per il controllo a distanza del faro è passata al centro operativo di Trinity House ad Harwich; la manutenzione ordinaria è affidata ad un incaricato locale.

## Segnale
La luce, prodotta da una lampada da 400W, ha una intensità di 667000 candela ed è visibile a 26 miglia nautiche. La sequenza di cinque lampi si ripete dopo un periodo di 5 secondi. Il faro è dotato di un corno da nebbia che mette 2 segnali acustici in un periodo di 45 secondi.